# Bom Jesus da Serra
Bom Jesus da Serra é um município brasileiro no interior do estado da Bahia. Sua população, segundo o Censo 2022 do IBGE, é de 9 730 habitantes. Pode ser conhecida como um integrante dos 24 municípios do Território de Identidade Sudoeste Baiano proposto pela Superintendência de Estudos Econômicos e Sociais da Bahia.

## Geografia
O município possui clima semiárido, com temperatura média anual de 23,3 °C com período chuvoso entre os meses de novembro a março.
A vegetação característica do bioma Caatinga e Floresta Estacional.

## Demografia
No ano de 2020 a mortalidade infantil foi de 16 óbitos por mil nascidos vivos.

### Dinâmica populacional

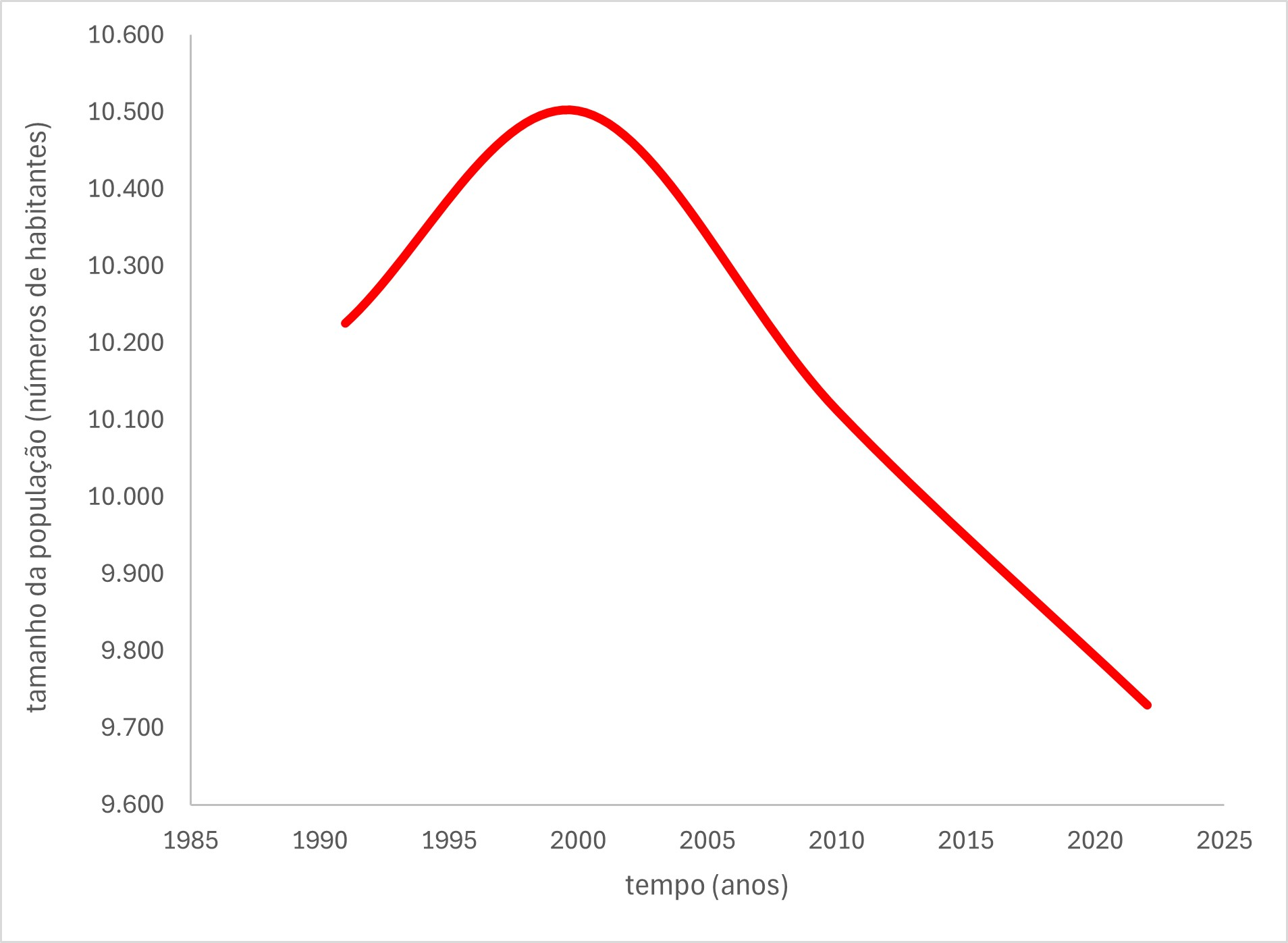
População residente de Bom Jesus da Serra com base nos Censos IBGE 2022 - Brasil

De acordo com o Instituto Brasileiro de Geografia e Estatística (IBGE), em 2022, Bom Jesus da Serra tinha uma população de 9.730 habitantes, com uma densidade demográfica de 20,79 habitantes por km², com uma média de 3,07 moradores por residência. O município está na 347ª posição no ranking populacional dos municípios da Bahia, na 1.190ª na região Nordeste e na 3.109ª no Brasil. Essa população representa uma diminuição em comparação ao ano de 1991, quando o  município contava com 10.226 habitantes.
| Ano  | População | Taxa de Crescimento |
| ---- | --------- | ------------------- |
| 1991 | 10.226    | 0,30%               |
| 2000 | 10.502    | - 0,37%             |
| 2010 | 10.113    | - 0,32%             |
| 2022 | 9.730     | ----                |

## Economia
Em 2020, o PIB per capita do município foi de R$ 7.091,07.

## Trabalho e Rendimento da população
Em 2010, cerca de 53,5% da população da cidade tinha um rendimento nominal mensal per capita de até 1/2 salário mínimo.
Em 2020, o percentual da população empregada no município foi de 5,3%. No ano de 2021 foram empregados 460 trabalhadores, o que representa uma variação de 9,26% ao ano anterior. Setores econômicos que reuniram maiores quantidades de trabalhadores foram Administração pública, Defesa e seguridade social, Comércio varejista e Atividades de organização associativas.

## Infraestrutura

### Educação
Em 2010, a cidade alcançou uma taxa de escolarização de 98,3% para crianças de 6 a 14 anos de idade.
No ano de 2021, os índice de Desenvolvimento da Educação Básica (IDEB) nos anos finais do ensino fundamental, na rede pública, foi de 3,4.
Em 2021, Bom Jesus da Serra registrou 1.541 matrículas no ensino fundamental, distribuídas em 9 escolas e 316 matrículas no ensino médio. No mesmo ano, foram contabilizados 89 docentes atuando no ensino fundamental e 18 docentes no ensino médio.
No ano de 2019, a pontuação média no Enem foi de 464 pontos. As notas médias obtidas na prova de matemática foram de 468 e em língua portuguesa 444, em ciências da natureza e ciências sociais 459.

### Saúde
O município possuía 8 estabelecimentos de saúde, sendo Unidade de Saúde da Família de Tabua I, Central de Regulação de exames e procedimentos, Centro Municipal de Fisioterapia, PS de Bonfim do Amianto, Centro Médico Bom Jesus da Serra, USF de Água Bela, Hospital Municipal de Bom Jesus da Serra, USF Joaquim Goncalves Souza.